# Атина (удружење)
Атина, пун назив Атина – Удружење грађана за борбу против трговине људима и свих облика родно заснованог насиља, је организација ангажована на програмима свеобухватног социјалног укључивања жртава трговине људима и других видова екплоатације кроз приступ заснован на поштовању људских права, уз партиципацију, сагласност и сарадњу корисника и активно укључивање државних институција.

## Историјат
Удружење је настало 2004. године као одговор активисткиња женског покрета у Србији на проблем трговине људима и непостојања адекватних програма за дугорочну подршку жртвама и помоћ у социјалној инклузији. У то време је на овом пољу било активно неколико организација које су пружале краткорочну и неструктурисану помоћ жртвама трговине људима – кроз смештај у склониште затвореног типа и кроз саветовање на СОС телефону.
Циљ им је био да промене постојећи фокус са базичних програма помоћи на општији – приступ заснован на познавању и поштовању људских права, пре свега права именованих у CEDAW конвенцији и Конвенцији о правима детета, кроз сузбијање родно заснованог насиља и вршење утицаја на превенцију и оснаживање жртава овог вида кршења права.
Атинино основно полазиште је креирање програмских активности према захтевима и потребама жртава. Настоји да својим интервенцијама, уз партиципацију, сагласност и сарадњу корисница, утиче на узроке уласка у ситуацију трговине – односе у примарној и секундарној породици, сиромаштво, маргинализацију и дискриминацију, немогућност остваривања основних права и друго.
Добитница је међународне награде Child 10, од краљице Силвије у Краљевској палати у Стокхолму, за рад на заштити деце и младих жртава сексуалне експлоатације 2022. године.

## Мисија и циљеви
Залаже се за једнак третман свих чланова друштва у јавној и приватној сфери кроз именовање друштвених проблема и борбу против родно засноване маргинализације и дискриминације и сваке друге врсте насиља и пружање директне асистенције жртвама трговине људима и сексуалне и радне експлоатације.
Циљ рада је креирање одрживог система за социјалну инклузију маргинализованих и вишеструко дискриминисаних група, пре свих жртава трговине људима и других видова експлоатације. Активности у остваривању овог циља се спроводе на четири специфична нивоа:
- оснаживање и подршка у инклузији самих жртава,
- умрежевање капацитета локалних заједница да што успешније одговоре на проблеме превенције, идентификације и реинтеграције жртава,
- јачање капацитета надлежних институција и организација на локалном и националном нивоу,
- рад на пољу борбе против предрасуда, маргинализације и дискриминације и пружање директне помоћи и подршке жртвама трговине људима и сексуалне експлоатације.

## Програми
Кроз различите програме подршке корисницима обезбеђују:
- медицинску, психолошку и правну помоћ,
- подршку у образовању и решавању грађанско–правног статуса,
- привремени смештај, породично саветовање и медијацију, програме економског оснаживања,
- рад при групи самоподршке,
- едукативне и друге радионице.

У оквиру програма „Социјално предузетништво” основали су Bagel Бејгл у улици Кнез Данилова 39, са циљем прикупљања прихода за програме заштите жртава трговине људима које спроводе. Простор користе и за своју праксу и обуке.